# Ipomoea megapotamica
Ipomoea megapotamica är en vindeväxtart som beskrevs av Jacques Denys Denis Choisy. Ipomoea megapotamica ingår i släktet praktvindor, och familjen vindeväxter. Inga underarter finns listade i Catalogue of Life.